# Solo Sandeng
Ebrima Solo Sandeng (* 1. Januar 1959; † 14. April 2016 in Banjul) war ein Politiker im westafrikanischen Staat Gambia.

## Leben
Sandeng arbeitete viele Jahre seines Lebens als Konditor und betrieb ein Kuchengeschäft. Von 1996 an engagierte er sich politisch in der United Democratic Party (UDP). Er war Exekutivsekretär der Jugendorganisation der UDP, als er im März 2014 angeklagt wurde, einem Beamten in einem Antrag auf eine Versammlung falsche Angaben gemacht zu haben. Er wurde später jedoch freigesprochen. Sandeng, der kurz zuvor zum nationalen Organisationssekretär der UDP ernannt worden war, organisierte er im Vorfeld der Präsidentschaftswahl im Dezember am 14. April 2016 in Serekunda eine nicht genehmigte Protestkundgebung gegen das Wahländerungsgesetz, die von Sicherheitskräften aufgelöst wurde. Nach ihrer Festnahme wurden Sandeng und andere, unter anderem Nogoi Njie und Fatoumata Jawara, gefoltert. Am frühen Morgen des 15. April wurde er tot in seiner Zelle im Mile 2 aufgefunden und in Tanji in der West Coast Region von Beamten des National Intelligence Agency (NIA) unter Führung ihres Einsatzleiters Saikou Omar Jeng hastig beerdigt. Als die Nachricht von Sandengs Tod in Gewahrsam bekannt wurde, organisierte die UDP eine Protestdemonstration, die zur Festnahme fast aller ihrer nationalen Führer führte.
Die Truth, Reconciliation and Reparations Commission (TRRC) hat die strafrechtliche Verfolgung von Yankuba Badjie, Jeng und einem weiteren NIA-Beamten, Tamba Masireh, empfohlen. Sie und vier weitere wurden Für die Folterung von Sandeng und des Mordes angeklagt. Am 13. Juli 2022 wurden fünf von ihnen vom High Court verurteilt und zum Tode verurteilt, einer von ihnen wurde freigesprochen und einer war gestorben.
Im März 2017 wurde Sandengs Leiche exhumiert, sie wurde am 10. Januar 2023 in einer offiziellen Zeremonie erneut begraben.

## Ehrungen und Auszeichnungen
- 2020 – TFN Heroes Awards 2020: Iconic Gambian (Posthumous)[6]